# Saint-Servais, Finistère
Saint-Servais är en kommun i departementet Finistère i regionen Bretagne i västra Frankrike. Kommunen ligger i kantonen Landivisiau som tillhör arrondissementet Morlaix. År 2022 hade Saint-Servais 789 invånare.

## Befolkningsutveckling
Antalet invånare i kommunen Saint-Servais
Referens:INSEE